# Piskolt
Piskolt (Pişcolt) település Romániában, Szatmár megyében.

## Fekvése
Szatmár megyében, Nagykárolytól délnyugatra, Érendréd és Mezőpetri között fekvő település.

## Története
Piskolt nevét 1322-1323 között említették először az oklevelek Pyskolth néven.
A XIV. században a pápai tizedjegyzékben is említették Villa Piskolch néven.
1454-ben vámhelyként tartották számon, és ekkor Szatmár vármegyéhez tartozott.
A település földesurai a Rhédey és a Komáromi családok voltak, s később a gattajai Gorove család is birtokot szerzett itt.
A 20. század elején Rhédey Julianna, Gorove János és neje Noszlopy Stefánia birtoka volt.
A településen az 1900-as évek elején gőzmalom és olajütő is működött.
A 20. század elején a községhez tartozott Szent-Miklós, Csanálos és Zöldrész puszta is.
Szent-Miklós puszta régen Mikola, majd Mikolatelke néven község és a szent-jobbi apátság birtoka volt.
A trianoni békeszerződés előtt Piskolt Bihar vármegye érmihályfalvai járásához tartozott.

## Híres emberek
- Itt született Szabó Béla agrármérnök, mezőgazdasági szakíró 1935. szeptember 20-án.
- Itt született Sárváry Pál bölcseleti doktor, debreceni professzor, filozófus, tanár, a Magyar Tudományos Akadémia levelező tagja  1765. október 3-án.